# دانيال صندجرين
دانيال صندجرين (بالسويدية: Daniel Sundgren) (22 نوفمبر 1990 في السويد - ) هو لاعب كرة قدم سويدي في مركز الدفاع.

## روابط خارجية
- دانيال صندجرين على موقع اتحاد السويد (السويدية)
- دانيال صندجرين على موقع قاعدة بيانات كرة القدم.إي يو (الإنجليزية)
- دانيال صندجرين على موقع ناشيونال فوتبول تيمز (الإنجليزية)
- دانيال صندجرين على موقع Soccerway.com (الإنجليزية)
- دانيال صندجرين على موقع عالم كرة القدم.نت (الإنجليزية)